# ローレン・グロフ
ローレン・グロフ（Lauren Groff, 1978年7月23日 - )は、アメリカの作家。 

## 経歴
ニューヨーク州クーパーズタウン生まれ。アマースト大学卒業後、ウィスコンシン大学大学院で創作を学び、Master of Fine Arts (MFA)を取得。「ザ・ニューヨーカー」などの雑誌に短篇を発表。
『アメリカ短篇小説傑作集』に収録されて注目を集める。
「アトランティック・マンスリー」に掲載された「L・デバードとアリエット―愛の物語」は村上春樹による編訳アンソロジー『恋しくて』に収録されている。
『運命と復讐』は3作目となる長篇小説。

## 邦訳作品
- 『運命と復讐』光野多惠子（訳）、新潮クレスト・ブックス、2017年9月29日。ISBN 9784105901417。[1]
- 『丸い地球のどこかの曲がり角で』光野多惠子（訳）、河出書房新社、2021年2月19日。ISBN 9784309208176。[2]

## 作品

### 長編
- The Monsters of Templeton (William Heinemann, 2008, ISBN 0434017841)
- Arcadia (Hachette, 2012, ISBN 1401340873)
- Fates and Furies (William Heinemann, 2015, ISBN 1785150146)[3]
- Matrix (William Heinemann, 2021, ISBN 9781785151903)[4][5]

### 短編
- Delicate Edible Birds (2009)[6]
- Florida (New York: Riverhead Books, 2018, ISBN 9781594634512)